# Василик Роман Якимович
Роман Якимович Василик (нар. 8 жовтня 1947, с. Бариш Бучацького району Тернопільської області) — український художник, ікономаляр, професор. Народний художник України. Засновник катедри сакрального мистецтва Львівської національної академії мистецтв, її перший завідувач та автор концепції діяльності. Молодший брат єпископа Коломийсько-Чернівецької єпархії УГКЦ, священника та владики «катакомбної церкви» Павла Василика. Співзасновник та голова Української спілки іконописців. Член комісії із сакрального мистецтва при Львівській Архиєпархії Української греко-католицької церкви.

## Життєпис
Закінчив Бучацьку художню школу, Ужгородське училище прикладного мистецтва (1968, нині — Ужгородське художнє училище імені Ерделі), Львівський інститут ДіПМ (1973).
Головний художник церкви Покрови Пресвятої Богородиці у Львові. Від 1988 року декан, від 2001 професор ЛІДіПМ (тепер Львівська національна академія мистецтв). У 1995 р. заснував катедру сакрального мистецтва Львівської національної академії мистецтв, яку очолював до липня 2020 р.
Розписував іконостас і запрестольну ікону в каплиці меморіального комплексу-музею кардинала, Патріарха УГКЦ Йосифа Сліпого в селі Заздрість.
Твори виставляли в Національному музеї у Львові.

## Нагороди і відзнаки
- Заслужений діяч мистецтв України (21 січня 2002) — за вагомий особистий внесок у соціально-економічний та культурний розвиток Львівської області, високий професіоналізм[4]
- Народний художник України (23 квітня 2008) — за вагомий особистий внесок у соціально-економічний та культурний розвиток міста Львова, високі досягнення у професійній діяльності та багаторічну сумлінну працю[5]